# Crotalaria
Crotalaria es un género  de fanerógamas con perteneciente a la familia Fabaceae. Comprende 1415 especies descritas y de estas, solo 698 aceptadas.

## Descripción
Son hierbas anuales o perennes, o arbustos erectos a postrados. Folíolos 1 o 3, lineares, elípticos, lanceolados, oblanceolados, ovados, enteros, pubescentes o glabros, estipelas ausentes; estípulas filiformes, menos frecuentemente triangulares, pequeñas y libres o decurrentes sobre el tallo, persistentes o caducas, a veces ausentes. Inflorescencias en racimos terminales, opuestos a medida que crece la planta, o laterales, con varias o pocas flores, brácteas a veces presentes, filiformes, lineares, persistentes o caducas, bractéolas similares en forma pero comúnmente más pequeñas, localizadas en la mitad del pedicelo o en la base del cáliz; cáliz campanulado, 5-lobado, algunas veces bilabiado, glabro o pubescente, verde; corola comúnmente amarilla (azul en C. verrucosa), teñida de rojo, estandarte orbicular con la base unguiculada, alas oblongas, quilla espiralada en la punta; estambres 10, monadelfos, anteras dimorfas (basifijas largas alternando con dorsifijas cortas); ovario rematado por un estilo geniculado. Legumbres hinchadas, subcilíndricas, glabras o pubescentes, en algunas especies negras cuando maduras; semillas 7–46, reniformes o cordiformes.

## Distribución y hábitat
Género con distribución tropical y subtropical, con la mayor concentración de especies en el hemisferio sur, especialmente en África donde se encuentran 500 especies; 89 especies se conocen en América, 15 de ellas en Nicaragua.

## Taxonomía
El género fue descrito por Carlos Linneo y publicado en Species Plantarum 2: 714–716. 1753. La especie tipo es Crotalaria lotifolia L.

## Especies seleccionadas
- Crotalaria abbreviata
- Crotalaria abscondita
- Crotalaria abyssinica
- Crotalaria acapulcensis
- Crotalaria acervata
- Crotalaria acicularis Buch.-Ham. ex Benth. 1843
- Crotalaria aculeata
- Crotalaria brasiliensis Windler & S.G.Skinner
- Crotalaria capensis Jacq. - laburno del Cabo
- Crotalaria incana L. - maromera de Cuba[4]
- Crotalaria juncea
- Crotalaria longirostrata
- Crotalaria micans Link - maruguito de Caracas[4]
- Crotalaria pallida Aiton - cascabelillo de Cuba[4]
- Crotalaria retusa L. - maromera de Cuba[4]
- Crotalaria saharae
- Crotalaria socotrana
- Crotalaria stipularia Desv. - espadilla de Venezuela[4]
- Crotalaria urbaniana extinta